# Ludwig (Savoyen)

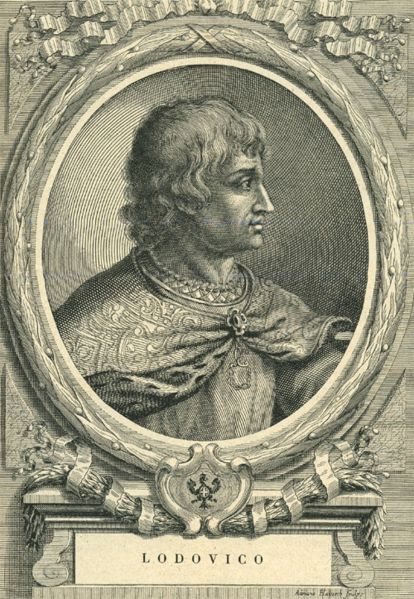
Ludwig

Ludwig, genannt der Ältere (italienisch Ludovico di Savoia, französisch Louis Ier, * 21. Februar 1413 in Genf; † 29. Januar 1465 in Lyon) war Herzog von Savoyen, Fürst von Piemont, Graf von Aosta und Maurienne von 1439 bis 1465. Er war der Sohn von Amadeus VIII. und Marie von Burgund.
Seit 1434 regierte er für seinen Vater Amadeus VIII unter dem Titel eines Fürsten von Piémont, nachdem dieser sich als Witwer von der Politik abgewandt und der Religion zugewandt hatte. Als sein Vater 1439 sogar zum Gegenpapst gewählt wurde, trat dieser als Herzog zurück.
Ludwig heiratete in Chambéry am 1. November 1433 Anne de Lusignan (1418–1462) aus dem Teil der Familie der Ramnulfiden, der Zypern beherrschte und dort unter dem Namen Lusignan regierte. Sie war die Tochter von Janus, König von Zypern und Jerusalem und Charlotte von Bourbon. Ludwig hatte in der Folge die Intrigen des zypriotischen Hofstaats seiner Ehefrau ebenso auszuhalten wie die Ambitionen seiner französischen und Mailänder Nachbarn. Er musste auf das Valentinois verzichten, konnte sich aber auch nicht nach dem Tod des letzten Visconti des Herzogtums Mailand bemächtigen.
Herzog Ludwig erwarb 1453 aus dem Besitz einer Nachfahrin Geoffroy de Charnys das Turiner Grabtuch, das darauf mehr als fünfhundert Jahre lang bis 1983 im Besitz des Hauses Savoyen verbleiben sollte.
Ludwig und Anne hatten eine ganze Reihe von Kindern:
- Amadeus IX. der Glückliche (* 1. Februar 1435; † 30. März 1472), Herzog von Savoyen etc.
- Ludwig der Jüngere (* 5. Juni 1436; † August 1482), Graf von Genf und König von Zypern
- Maria (* März 1437; † 1. oder 2. Dezember 1437)
- Johann (* um 1437; † 1440), Graf von Genf, Baron von Faucigny und Beaufort
- Philipp II. Ohneland (* 5. Februar 1438; † 7. November 1497), Herzog von Savoyen etc.
- Margarete (* April 1439; † 9. März 1484[1])

1. ⚭ 1458 Johann IV. (1413–1464), Markgraf von Montferrat,
2. ⚭ 1466 Peter II. von Luxemburg (1440–1482), Graf von Saint-Pol.

- Peter (* etwa 2. Februar 1440; † 21. Oktober 1458), Bischof von Genf, Erzbischof von Tarentaise
- Janus (* 8. November 1440; † 22. Dezember 1491), Graf von Faucigny, Gouverneur von Nizza
- Charlotte (* 11. November 1441; † 1. Dezember 1483) ⚭ 1451 Ludwig XI. (1423–1483), König von Frankreich
- Aimon (* vor 1. November 1442; † Ende März 1443)
- Jakob († 20. Juni 1445)
- Agnes (* Oktober 1445; † 15. März 1508) ⚭ 1466 François I. d’Orléans-Longueville (1447–1491), Graf von Dunois und Longueville (Haus Orléans-Longueville)
- Johann Ludwig (* 16. Februar 1447; † 7. Juli 1482), Erzbischof von Tarentaise und Bischof von Genf
- Maria (* 20. März 1448; † 1475), ⚭ 1466 Ludwig von Luxemburg (1418–1475), Graf von Saint-Pol und Ligny.
- Bonne (* 10. August 1449; † 17. November 1503), ⚭ 1468 Galeazzo Maria Sforza (1444–1476), Herzog von Mailand
- Jakob (* 12. November 1450; † 30. Januar 1486), Graf von Romont, Seigneur de Vaud
- Anna (* September 1452; † 1. Oktober 1452)
- Franz (* 1454; † 3. Oktober 1490) Bischof von Genf, Erzbischof von Auch
- Johanna († jung)